# Michaił Safonow
Michaił Iwanowicz Safonow (ros. Михаил Иванович Сафонов, ur. 1903 we wsi Chochły w guberni pskowskiej, zm. 29 października 1950) – radziecki działacz partyjny i państwowy.

## Życiorys
Służył w Armii Czerwonej, studiował na Uniwersytecie Komunistycznym, był instruktorem Ostrowskiego Komitetu Powiatowego Komsomołu, od 1925 należał do partii komunistycznej, uczył się w Wyższej Szkole Partyjnej przy KC WKP(b). Był I sekretarzem Bateckiego Komitetu Rejonowego WKP(b) w obwodzie leningradzkim, później II sekretarzem Komitetu Okręgowego WKP(b) w Kingiseppie i do 1940 szefem Leningradzkiego Obwodowego Oddziału Rolnego. W latach 1940–1941 był funkcjonariuszem partyjnym w Estońskiej SRR, w 1941 został skierowany do pracy politycznej we Flocie Bałtyckiej, do 1944 był komisarzem wojskowym Wydziału Inżynieryjnego Floty Bałtyckiej w stopniu kapitana II rangi. W 1944 objął stanowisko I zastępcy przewodniczącego Komitetu Wykonawczego Leningradzkiej Rady Obwodowej, następnie od stycznia do września 1949 był przewodniczącym tej rady. 22 września 1949 został aresztowany w związku ze „sprawą leningradzką”, 28 października 1950 skazany na śmierć przez Wojskowe Kolegium Sądu Najwyższego ZSRR pod zarzutem udziału w kontrrewolucyjnej grupie działającej w Leningradzie i następnego dnia rozstrzelany. 14 maja 1954 pośmiertnie zrehabilitowany.

## Odznaczenia
- Order Czerwonego Sztandaru Pracy (4 kwietnia 1939)
- Order Wojny Ojczyźnianej
- Order Czerwonej Gwiazdy